# Pelodiscus maackii
Espèce
Synonymes
- Trionyx maackii Brandt, 1857

Statut CITES
Pelodiscus maackii est une espèce de tortues de la famille des Trionychidae.

## Répartition
Cette espèce se rencontre :
- en Chine dans les provinces du Heilongjiang, du Jilin, du Liaoning et de Mongolie-Intérieure ;
- en Corée du Nord ;
- en Corée du Sud ;
- en Russie dans les oblasts de l'Amour et autonome juif et les Kraïs de Khabarovsk et de Primorie.

## Étymologie
Cette espèce est nommée en l'honneur de Richard Maack (1825-1886).

## Publication originale
- Brandt, 1857 : Observationes quaedam ad generis Trionychum species duas novas spectantes. Bulletin de la Classe Physicomathématique de l’Académie Impériale des Sciences de St.-Pétersbourg, vol. 16, p. 110–111.